# 甲州百目
甲州百目（こうしゅうひゃくめ）は、日本各地で栽培されている柿の大型の品種。果実から干し柿が作られる。
古くから主に山梨県（甲斐国 = 甲州）甲府盆地周辺で栽培されていることから、甲州の名が冠されている。

## 特徴
甲州百目は釣鐘形をした大型の不完全渋柿で、通常のものでも350グラムから400グラムほどになり、大きいものになると500グラム以上になる。百目の名称は百匁（約375グラム）から付けられたと言われている。

## 利用

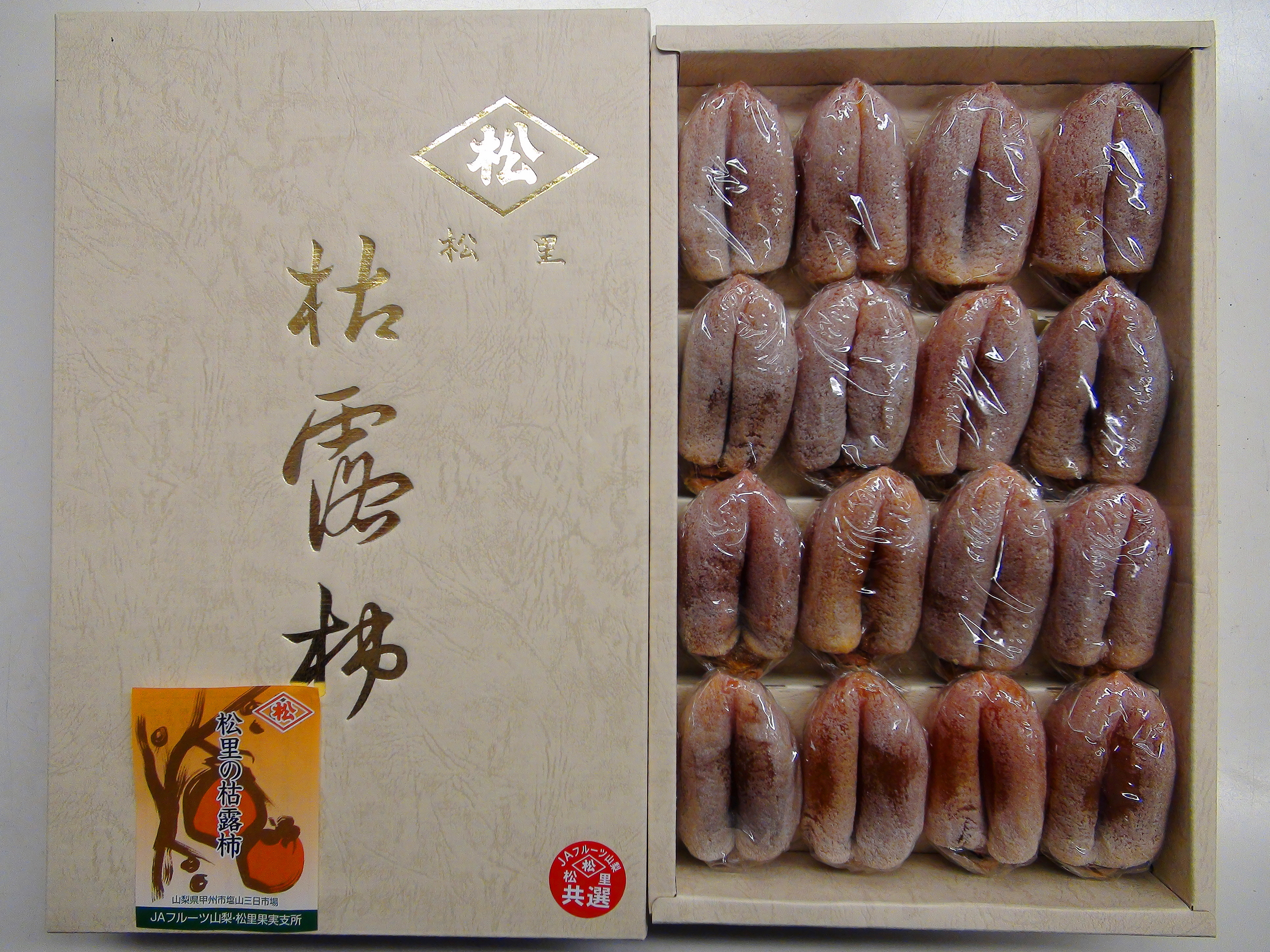
12月中旬に年末贈答用として化粧箱に入れられて出荷される。

渋抜きを施して生食するほか、主な産地の甲府盆地では、ほとんどが干し柿として利用される。

## 製法

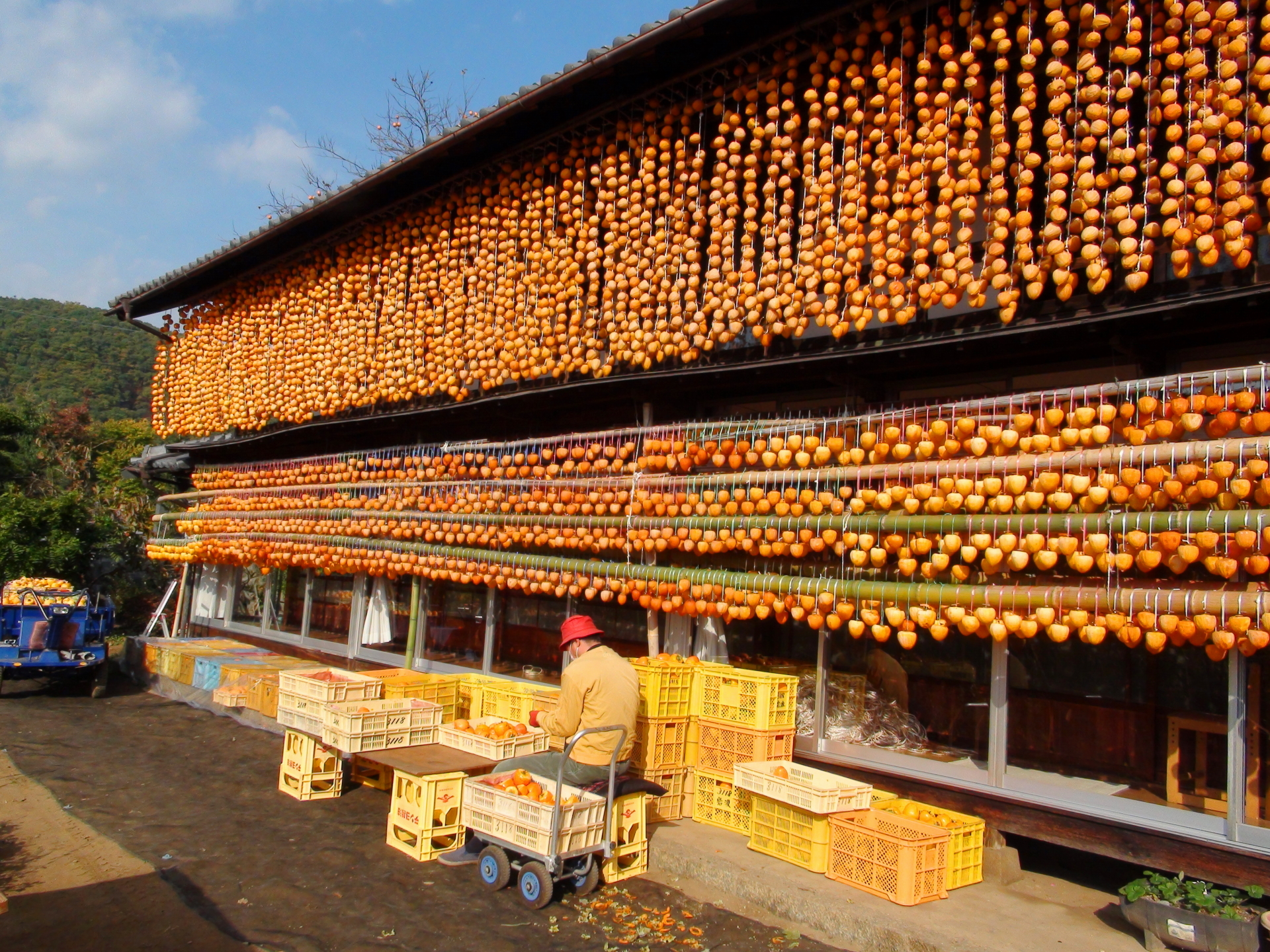
手作業で柿を剥く。

例年11月初旬に収穫が始まり、皮をむき燻蒸を施した後、吊るし柿にして20日間ほど天日で乾燥させる。その後、棚干しと呼ばれる作業に入るが、1個ずつ手作業により果実を揉んで柔らかさと形を整えていく。こうして出来上がった干し柿は枯露柿（ころがき）として化粧箱に入れられ年末の贈答用として出荷される。
甲州百目の産地として知られる甲州市松里地区では毎年11月から年末にかけて、民家の軒先に多数の干し柿が吊るされ、この季節ならではの風物詩となっている。